# Brites (sobrenome)
Brites (também grafado Brittes) é um sobrenome português, encontrado tanto em Portugal como no Brasil e em todo o mundo lusófono.
A família Brites é originária da cidade de Braga, no norte de Portugal. A história da família é documentada desde o século XVI, quando um dos seus primeiros membros, João Brites, foi registrado como morador da cidade.
Fora de Portugal, o nome Brites assume, por vezes, as formas alternativas "de Brites" ou "Brittes". A primeira variante reforça a ideia de que este era originalmente uma alcunha de referência a uma relação de parentesco. A segunda variante sugere que ele já era usado antes das grandes reformas ortográficas que ocorreram no século XIX e início do século XX.

## Origem
O nome Brites é de origem celta, derivada de brig- / brigo- / briga, que significa "grande", "elevado" ou "eminente".
Supõe-se que tenha surgido a partir do nome da deusa Brigit. Seria equivalente, em sua forma antiga, a Béatrice, Brigitte ou Bridget.

## Uso como prenome
Originalmente um prenome feminino de uso comum na Idade Média, o nome Brites era frequentemente encontrado nas genealogias dos fidalgos, a nobreza militar de Portugal.
O prenome Brites assumiu modernamente as formas Beatriz e Brigitte, tendo sua forma arcaica entrado em lento declínio até desaparecer completamente das genealogias nos séculos XIX e XX. Hoje é virtualmente inexistente e sobrevive apenas como nome de família ou sobrenome, provavelmente por derivação. Quase certamente foi utilizado pela primeira vez como uma alcunha, por referência a uma antepassada (ou outra figura familiar), prestigiada ou muito amada. Esta prática era difundida antigamente em Portugal, onde o uso de um nome de família era um privilégio que distinguia os indivíduos livres dos escravos, como era também usual na Roma antiga.

## Uso como sobrenome
O sobrenome Brites provavelmente se consolidou antes do final do século XIX, a partir de atos de estado civil (ou atos paroquiais), quando o uso do nome de família se tornou obrigatório.
Atualmente, o sobrenome é particularmente comum no distrito de Leiria, em Portugal. 

## Difusão
Em função das grandes ondas de emigração portuguesa, que tiveram lugar a partir do século XV, o sobrenome se difundiu em quase toda a Europa, e também na América Latina (especialmente no Brasil, Argentina, Paraguai e Venezuela), na África lusófona (Angola e Moçambique) e, em menor medida, na Ásia (Timor Leste).

Segundio alguns relatos a família Brites se estabeleceu no Brasil durante o século XIX especialmente nas regiões Sul e Sudeste, depois da Guerra do Paraguai, quando alguns exilados foram impedidos de retornar ao seu país de origem. 

## Personalidades
Personalidades históricas com o nome Brites:
- Brites de Almeida, conhecida como "a Padeira de Aljubarrota” (uma das heroínas da guerra luso-espanhola de 1383-1385)
- Brites de Portugal, cujo nome também aparece grafado Beatriz (rainha consorte de Castela, única filha do rei Dom Fernando I de Portugal e de sua mulher, a rainha Dona Leonor Teles, nascida em 1373 e falecida por volta de 1420)
- Brites de Albuquerque, com nome também grafado como Beatriz (nobre portuguesa, esposa do primeiro capitão-donatário da Capitania de Pernambuco, falecida em 1584)
- Brites Fernandes, com nome também grafado como Beatriz ou Breatiz (nascida por volta de 1539, na cidade portuguesa de Viana do Castelo, foi uma das muitas vítimas do Santo Ofício de Lisboa)
- Brites de Meneses (nobre portuguesa, falecida em 1585)

Personalidades contemporâneas com o sobrenome Brites:
- Ailson Brites (brasileiro, professor e campeão mundial de jiu-jitsu)
- Claudio Brites (escritor brasileiro)
- Elisa Brites (atriz, diretora, apresentadora e produtora cultural brasileira)
- Eurico da Silva Brites Baltazar (coronel e comandante do Exército Português em 1941)
- Fausto Brites (jornalista brasileiro, perseguido por expor o escândalo ecológico Lixogate em 1999)
- João Brites (artista e diretor português, Comendador da Ordem de Mérito desde 1999)
- João Brites (mestre carpinteiro português, em meados século do XX)
- Leonel Brites (desportista português, bicampeão de pilotagem em balão a ar quente em 1992)
- Luciana Brites (bailarina, atriz e coreógrafa brasileira)
- Maria Carolina e Mateus Brites (cantora e violonista, uns dos fundadores do grupo Velocetts)[5]
- Maria José Brites (jornalista português, professor da Universidade Lusófona do Porto, especialista em jornalismo legal)[6]
- Rafa Brites (repórter e apresentadora brasileira)
- Zé Brites (jornalista e apresentador brasileiro)